# Viola canninefas
Viola canninefas är en violväxtart som beskrevs av Abraham Willem Kloos. Viola canninefas ingår i släktet violer, och familjen violväxter. Inga underarter finns listade i Catalogue of Life.